# Second Sighting
Second Sighting es el segundo y último álbum de Frehley's Comet, lanzado en 1988 por Megaforce.
Este disco fue grabado con un nuevo batería en reemplazo de Anton Fig: Jamie Oldaker, quien había trabajado con Bob Seger y Eric Clapton, siendo este álbum el único de Frehley sin Fig en percusión.
Luego de este trabajo Frehley disolvería Frehley's Comet, continuando su carrera simplemente como Ace Frehley.

## Lista de canciones
1. "Insane" (Ace Frehley, Gene Moore)
2. "Time Ain't Runnin' Out" (Tod Howarth)
3. "Dancin' With Danger" (Frehley, Dana Strum, Spencer Proffer, Streetheart)
4. "It's Over Now" (Howarth)
5. "Loser in a Fight" (Howarth, John Regan)
6. "Juvenile Delinquent" (Frehley)
7. "Fallen Angel" (Howarth)
8. "Separate" (Frehley, Regan)
9. "New Kind of Lover" (Howarth)
10. "The Acorn Is Spinning" (Frehley, Regan) (Instrumental)

## Personal
- Ace Frehley - guitarra líder, voz, coros
- Tod Howarth - guitarras, teclados, voz, coros
- John Regan - bajo, coros
- Jamie Oldaker - batería